# Cot Tanoh Adang
Cot Tanoh Adang är en kulle i Indonesien.   Den ligger i provinsen Aceh, i den västra delen av landet, 1 800 km nordväst om huvudstaden Jakarta. Toppen på Cot Tanoh Adang är 180 meter över havet, eller 55 meter över den omgivande terrängen. Bredden vid basen är 2,4 km.
Terrängen runt Cot Tanoh Adang är kuperad åt sydväst, men åt nordost är den platt.Runt Cot Tanoh Adang är det ganska glesbefolkat, med 47 invånare per kvadratkilometer. Omgivningarna runt Cot Tanoh Adang är en mosaik av jordbruksmark och naturlig växtlighet.